# Daniël Johannes Kooy
Daniël Johannes Kooy (Rotterdam, 2 december 1919 - 29 maart 1943) was Engelandvaarder en oorlogsvlieger.
In 1942 ging Kooy via Noorwegen en Zweden naar Engeland. Eind april van dat jaar trad hij in dienst van de Koninklijke Marine. Hij werd eerst matroos, maar meldde zich al spoedig aan voor de vliegende dienst. Begin 1943 werd hij overgeplaatst naar Morpeth, Northumberland, waar hij in opleiding ging bij de 4 Air Gunnery School om luchtschutter te worden.
Op 29 maart 1943 kreeg de school bezoek van een Air Vice Marshall. Ondanks de zware bewolking werd besloten de trainees op te laten stijgen. 
Tijdens de training botsten de Blackburn Botha Mk I W5137 en de Botha Mk I W5154 tegen elkaar. In ieder vliegtuig zaten een piloot, een instructeur en drie leerlingen. Alle tien RAF-militairen kwamen hierbij om het leven. Naast de 2 piloten, 2 instructeurs waren dat een Engelse en vijf Nederlandse trainees. De Nederlanders liggen begraven bij de St Mary's Church in Morpeth. Hun namen zijn:
- Rudi van den Bron, geboren in Soerabaja op 28 januari 1925
- Arie Willem van Egmond, geboren in Batavia op 4 juli 1921
- Daniel Johannes Kooy, geboren in Rotterdam op 2 december 1919
- Bernardus Eduardus van Opdorp, geboren in Hoek op 8 december 1918
- Frans van Westenbrugge, geboren in Den Haag op 29 september 1920

Kooy's naam staat vermeld op het gedenkbord van gesneuvelde Engelandvaarders in de kapel op het ereveld Loenen. De andere namen staan op de Erelijst van Gevallenen 1940-1945.